# Акмурадова, Огулсурай Мурадовна
 Акмурадова Огулсурай Мурадовна (р. 08.10.1959) — живописец Туркмении, член Союза художников СССР, с 1990 года — член Союз художников Туркмении.

## Биография
Акмурадова (Мурадова) Огулсурай Мурадовна родилась 8 октября 1959 года в селе Геокча Векиль-Базарского района, Марыйской области, Туркменской ССР.
Окончила среднюю школу в 1977 году и поступила в Туркменское государственное художественное училище имени Шота Руставели в городе Ашхабад. Училище окончила с отличием.
В 1981 году поступила учиться в Ленинградский институт живописи, скульптуры и архитектуры имени И. Е. Репина на факультет станковой живописи. Училась в мастерской Ю. М. Непринцева. В 1987 году окончила институт. Член Союза художников СССР, с 1990 года — Союза художников Туркмении.
Преподавала с 1987 по 1990 год в Художественном училище им. Шота Руставели (г. Ашхабад), с 1993 по 2006 год — в детской художественной школе г. Мары.
С 2008 года живёт в Ашхабаде. В 2009—2011 годах в рамках культурных отношений между Туркменистаном и Турцией с группой художников предпринимала поездки в Турцию, участвовала в выставках, посвятила ряд своих работ районам этой страны.
В настоящее время — свободная художница. Увлекается фотографией, лошадьми.
Имеет двоих детей.

## Основные работы
Свои работы разделяет на серии: Мерв, Каппадокия, Адана, Сивас. Автор более двухсот работ: «Девушка с виноградом», «Жёлтый цветок», «Женщина из страны Маргуш», Брошенный сад, 2005. Фантазия, 2006. Зной, 2006. Ангел, 2006. «Автопортрет». Зов предков, 2008. Стражи дома красоты, 2008. Осень, 2008. Даная, Цвет граната, 2008. Пияда, 2010. Ветер в гриве. Мелек, Сон. Возьмите меня в сказку, Рай.
Работы художницы находятся: в музее Изобразительных искусств г. Ашхабада, в краеведческом музее г. Мары, 11 работ — собственность отдела культуры г. Сивас (Турция) — всего в Турции около 100 работ, в Барановическом краеведческом музее, а также в частных коллекциях России, США, Германии, Франции, Украины, Англии, Кореи, Италии, Туркмении.

## Выставки
- 1996 г. — персональная выставка, краеведческий музей г. Мары, Туркмения.
- 2008 г. — персональная выставка, галерея «Джума» г. Ашхабад, Туркмения.
- 2008 г. — салон ЦДХ, г. Москва, Россия.
- 2009 г. — выставка в культурном центре посольства Турции, г. Ашхабад.
- 2009 г. — выставка серии работ «Кападокия», Турция.
- 2010 г. — выставка в посольстве США, г. Ашхабад.
- 2010 г. — выставка серии работ «Адана», г. Адана, Турция.
- 2011 г. — выставка серии работ «Сивас», г. Сивас, Турция.
- 2011 г. — Совместная туркмено-иранская выставка женщин-художниц, г. Ашхабад.
- 2015 г. — «Настроение души», персональная выставка, Барановический краеведческий музей, Белоруссия.
- 2018 г. — Сердце Великого Шёлкового пути. Выставка марыйских художников, г. Ашхабад, Туркмения.
- 2018 г. — персональная выставка. Галерея «Джума», г. Ашхабад, Туркмения.